# بركة (حبيش)

تعديل مصدري - تعديل

بركة هي إحدى قرى عزلة بني معين بمديرية حبيش التابعة لمحافظة إب، بلغ تعداد سكانها 369 نسمة حسب تعداد اليمن لعام 2004.